# Ivan Leščišin
Ivan Leščišin (29. května 1928 – ???) byl slovenský a československý politik Komunistické strany Slovenska a poúnorový poslanec Národního shromáždění ČSR.

## Biografie
K roku 1954 se profesně uvádí jako ředitel průmyslové školy.
Ve volbách roku 1954 byl zvolen do Národního shromáždění za KSS ve volebním obvodu Bardejov. V parlamentu zasedal do konce jeho funkčního období, tedy do voleb v roce 1960. V letech 1971-1976 se uvádí jako člen Ústředního výboru Komunistické strany Slovenska.
V roce 2000 oslavil se svými bývalými studenty 50. výročí založení Střední průmyslové školy v Bardejove, o které se zasloužil a posléze byl jejím ředitelem dalších 32 let.